# 西班牙裔古巴人
西班牙人移民到古巴開始於1492年，從哥倫布第一次登島並延續至今。在1492年10月27-28日其船隊登陸古巴島東部。

## 早期定居點
在1511年，迪亞哥·委拉斯開茲率領3艘船和300個士兵形成在古巴的第一個西班牙人殖民點。該定居點是在巴拉科阿，但新的定居者引起原住民泰諾人頑強抵抗。酋長哈土依為逃避西班牙人在伊斯帕尼奧拉島的暴行前往古巴，長時間進行游擊戰，最後被西班牙人抓住燒死。西班牙在三年內已經獲得了該島的控制權。在1514年，於哈瓦那建立定居點。
古巴幾乎所有白人居民都是西班牙人後裔，其中最有名的人是卡斯特羅。

## 語言
西班牙語由西班牙人帶到古巴，與它最相似的是加納利群島方言。

## 宗教
羅馬天主教是在16世紀初由西班牙殖民者帶到古巴的，古巴革命後，古巴成為一個正式無神論國家，並限制宗教活動。由於1991年第四屆古巴共產黨全國代表大會，限制已經放寬，教會仍然面臨書面和電子通信的限制，只能接受國家批准的資金來源的捐款。
據羅馬天主教會估計，人口的60％是天主教徒。但天主教會受到政府的限制，並且不允許有自己的學校或媒體。

## 鬥牛
鬥牛以及其他西班牙傳統文化節日，也是來源於殖民統治時期。